# Maumont Noir
Pour les articles homonymes, voir Maumont.
Le Maumont Noir est un ruisseau français du département de la Corrèze qui, en s'unissant au Maumont Blanc, forme le Maumont, un affluent de la Corrèze. C'est un sous-affluent de la Dordogne par la Vézère.

## Géographie
Le Maumont Noir prend sa source sur la commune de Saint-Mexant à près de 410 mètres d'altitude, plus de deux kilomètres à l'ouest du bourg, au sud-est du lieu-dit Villièras.
Il passe à l'ouest de Saint-Germain-les-Vergnes et conflue avec le Maumont Blanc, deux kilomètres à l'est-nord-est du bourg de Donzenac, à plus de 150 mètres d'altitude, entre les lieux-dits Pérony et les Côtes, au sud de la route départementale 170.
Selon le Sandre, le Maumont Noir a une longueur de 12 kilomètres.

### Communes et cantons traversés
À l'intérieur du département de la Corrèze, le Maumont Noir arrose quatre communes réparties sur deux cantons :
- Canton de Tulle-Campagne-Nord
  - Saint-Mexant (source), Saint-Germain-les-Vergnes
- Canton de Donzenac
  - Sainte-Féréole, Donzenac (confluence avec le Maumont Blanc)

Donc le Maumont Noir traverse les deux arrondissement de Tulle et arrondissement de Brive-la-Gaillarde.

### Bassin versant
Le Maumont Noir traverse une seule zone hydrographique « le Maumont Blanc du confluent du Chauvignac au confluent du Maumont Noir » (P394) de 85 km2 de superficie. Ce bassin versant est constitué à 80,00 % de « territoires agricoles », à 17,77 % de « forêts et milieux semi-naturels », à 1,69 % de « territoires artificialisés ».

### Organisme gestionnaire
L'organisme gestionnaire est le syndicat mixte des eaux du Maumont sis à Favars sous la présidence de Jean-Paul Desnots.

## Affluents
Le Maumont Noir a huit affluents, sans nom, répertoriés par le Sandre. Aucun d'entre eux n'atteint les trois kilomètres de longueur.

### Rang de Strahler
Donc son rang de Strahler est de deux.